# Cotó-en-Pèl
Cotó-en-Pèl és un grup de rock format a València l’any 1976 per Pep Llopis (cantant i teclats), Carles Picó (guitarra), Paco Cintero (baix) i Vicent Cortina (bateria).
La música del grup estava basada en influències de King Crimson, Pink Floyd i Yes i les lletres estaven escrites en valencià.

## Biografia
Pep Llopis i Carles Picó havien coincidit uns anys abans en l’òpera rock “L’home de cotó-en-pèl”, d’on prengueren el nom del grup, al ajuntar-se amb Paco i Vicent.
Van començar fent concerts per la ciutat de València i els voltants i van enregistrar diverses maquetes. En 1977 decideixen autofinançar-se la gravació del seu primer àlbum Holocaust. El disc està format per quatre cançons de rock progressiu amb elements simfònics, jazz i exploracions sonores, especialment amb instruments electrònics com el mellotron o el moog
El mateix any mor el baixista Paco Cintero, quedant el grup paralitzat fins 1979 quan decideixen reprendre l’activitat incloent un nou baixista, Manolo Pérez, i un altre guitarra, Vicent Fontellés. En aquesta època l’estil del grup evoluciona cap el jazz rock.
El grup va realitzant concerts fins l’any 1981 quan Pep Llopis decideix deixar-ho i el grup es dissol. El segon LP que estaven preparant es queda en l’aire i mai s'arriba a enregistrar.